# Paradoxa fusca
Paradoxa fusca är en tvåvingeart som beskrevs av Marshall 1896. Paradoxa fusca ingår i släktet Paradoxa och familjen svampmyggor. Inga underarter finns listade i Catalogue of Life.